# Eli'ezer Preminger
Eli'ezer Preminger (hebrejsky: אליעזר פרמינגר, žil 13. dubna 1920 – 15. září 2001) byl izraelský politik a poslanec Knesetu za strany Maki, Komunistim ivrim a Mapam.

## Biografie
Narodil se ve Vídni v Rakousku. V roce 1939 přesídlil do dnešního Izraele.

## Politická dráha
Byl aktivní v Komunistické straně Palestiny. V|roce 1945 ovšem patřil do skupiny, která ji opustila a založila formaci Komunistim ivrim (Hebrejští komunisté). V roce 1948 se přidal k Izraelské komunistické straně (Maki). V izraelském parlamentu zasedl po volbách v roce 1949, kdy kandidoval za Maki. Byl členem parlamentního výboru pro veřejné služby, výboru pro ústavu, právo a spravedlnost a výboru pro ekonomické záležitosti. Předsedal podvýboru pro rozdělování surovin.
V roce 1949 patřil mezi členy strany Maki, kteří byli vyloučeni. Založil znovu formaci Komunistim ivrim. Ještě během roku 1949 ale přešel do strany Mapam. Byl vysokým úředníkem na ministerstvu rozvoje. Zasedal ve správních radách podniků Israel Quarries a Phosphates Company.